# Jochen Kröhne
Jochen Kröhne (* 3. Dezember 1956 in Altötting) ist ein ehemaliger Fernseh-Programmdirektor und Fernsehmoderator sowie aktueller Medienunternehmer.
Nach dem Abitur studierte Kröhne Betriebswirtschaft in München und schloss 1983 als Diplom-Kaufmann ab. Von 1984 bis 1988 war er Programmdirektor des neu gegründeten Senders musicbox, nach der Umwandlung zum Vollprogramm Tele 5 1988 auch dort bis zur Einstellung des Programms Ende 1992. Er moderierte in dieser Zeit auch die Sendung Werbetrommel. 1993/94 war er Programmdirektor bei Premiere, von 1995 bis 2000 Geschäftsführer bei tm3.
Im Jahr 2000 gründete er die GetOnAir GmbH zum Aufbau von Fernsehprogrammen und mediennahen Dienstleistungen, bei der er bis heute geschäftsführender Gesellschafter ist. In den Jahren 2004/2005 war Kröhne Gründungsgeschäftsführer des Pay-Senders History Channel und von 2002 bis 2005 Geschäftsführer des (neuen) Fernsehsenders Tele 5. Von 2009 bis 2012 war er Geschäftsführer des Pay-Senders Motorvision TV. Bis zum 13. Juli 2010 war er Aufsichtsratsmitglied bei der Senator Entertainment AG. Jochen Köhne war von Mai 2012 bis September 2013 gemeinsam mit Antoine Schmidt-Roy Geschäftsführer der Germany's Gold Plattformgesellschaft mbH. Nach Kartellvorbehalten wurde das Projekt noch vor dem Start des Produkts eingestellt. Seit Anfang 2015 ist Kröhnes Unternehmen Gesellschafter der VOD-Plattform Wedotv; er selbst sitzt im Aufsichtsrat der Gesellschaft.